# Dogpile
Dogpile é um meta-buscador que obtém resultados do Google, Yahoo!, Live Search, Ask.com, About.com, MIVA, LookSmart, e várias outros instrumentos de procura, inclusive de provedores de conteúdo em áudio e vídeo, eliminando resultados duplicados. Além disso, Dogpile também incorpora links patrocinados (pagos). Dogpile é uma marca registrada da empresa InfoSpace, Inc.
O buscador Dogpile ganhou o prêmio J.D. Power and Associates em 2006 e 2007 por ser considerado o melhor Residential Online Search Engine Service (sistema de procura que pode ser adotado internamente).  
O web site Dogpile foi totalmente remodelado e relançado em 1 de junho de 2007. No entanto, o cãozinho mascote Arfie foi mantido e integrado no novo site. 

## References
1. ↑  JDPower.com
2. ↑  «InfoSpace, Inc: Press Release». Consultado em 20 de fevereiro de 2008. Arquivado do original em 18 de dezembro de 2008